# Mały Salatyn

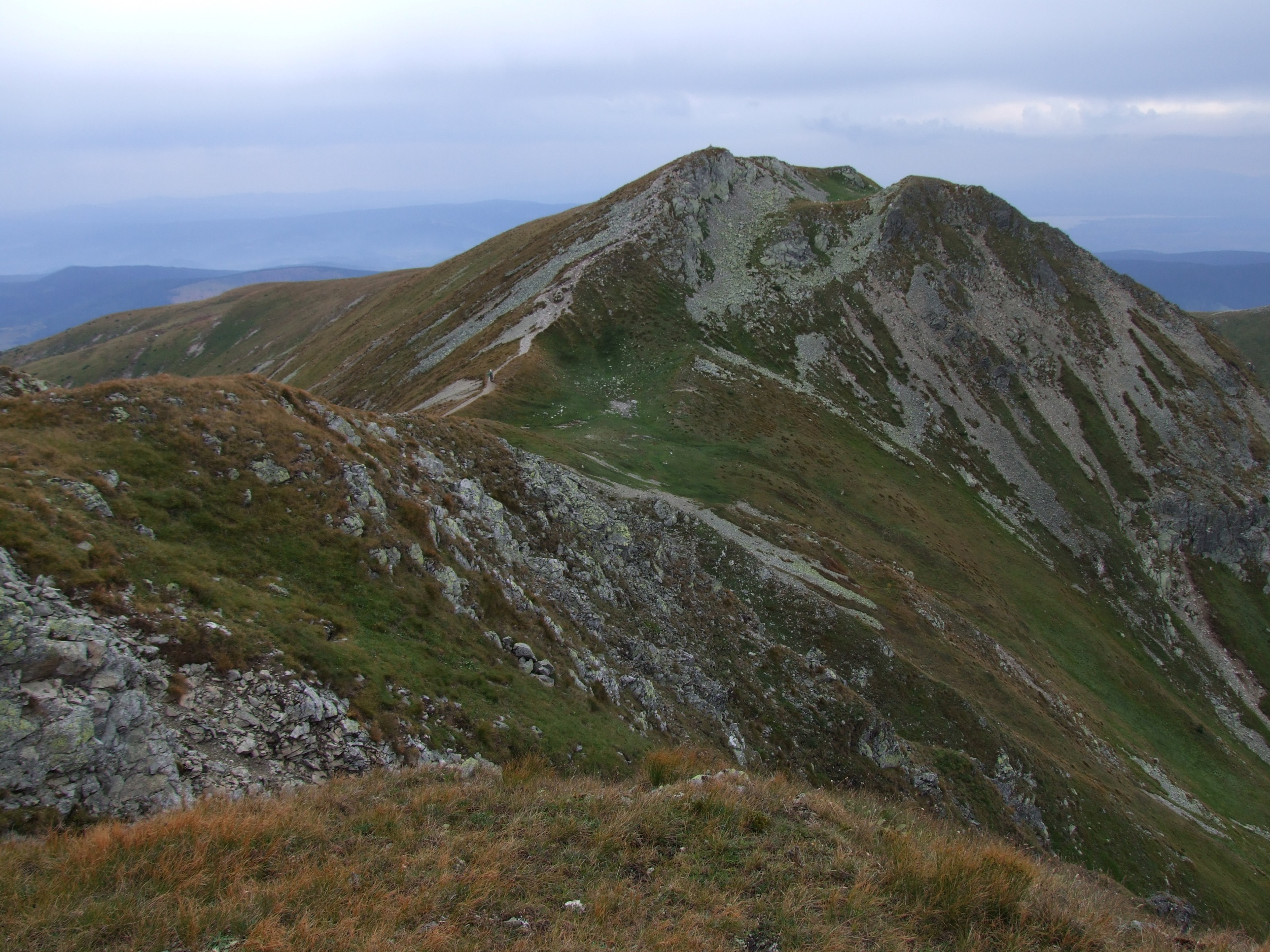
Widok ze szczytu w kierunku Salatyna

Mały Salatyn (słow. Malý Salatín) – szczyt o wysokości 2046 m n.p.m. w Tatrach Zachodnich, znajdujący się w grani głównej, jeden z 6 szczytów grupy Salatynów. Od pobliskiego Salatyńskiego Wierchu (2048 m) oddzielony jest niewielką Pośrednią Salatyńską Przełęczą (2012 m), zaś od sąsiedniego w kierunku wschodnim szczytu w tej grani – Spalonej Kopy – oddzielony jest dużo głębszą Zadnią Salatyńską Przełęczą (1907 m). W grani Skrzyniarki biegnącej od tej przełęczy do Małego Salatyna wyróżnia się jeszcze niewybitny szczyt – Salatyńska Kopa (1925 m). Na niektórych mapach szczyt ten nie jest wyróżniany. Również Mały Salatyn czasami nie jest wyróżniany jako oddzielny szczyt, lecz uznawany za drugi wierzchołek Salatyna (Salatyńskiego Wierchu).
Południowe zbocza Małego Salatyna opadają do Doliny Głębokiej. W północno-wschodnim kierunku odbiega poniżej szczytu niski grzbiet zwany Zadnim Salatynem, rozdzielający Dolinę Zadnią Salatyńską od Doliny Skrajnej Salatyńskiej (obydwie są bocznymi odgałęzieniami Doliny Rohackiej). Natomiast po przeciwnej stronie szczytu, w południowo-zachodnim kierunku biegnie grzbiet Jałowieckiej Hory.
Mały Salatyn i Salatyn były dawniej terenami pasterskimi należącymi do hali Salatyn, wypasano na nich bydło z Doliny Jałowieckiej. Od nazwy tej hali nazwano później sąsiednie grzbiety i przełęcze. Pastwisko Salatyn jest wzmiankowane w dokumentach z 1615 r. Szczyt jest kopulasty i trawiasty, podejście łatwe technicznie, choć dość męczące. Widoki ze szczytu rozległe, obejmujące znaczną część szczytów Tatr Zachodnich.

## Szlaki turystyczne
– czerwony biegnący granią główną Tatr.
- Czas przejścia od Banikowskiej Przełęczy na Mały Salatyn: 1:45 h, ↓ 1:45 h
- Czas przejścia z Małego Salatyna na Brestową: 45 min, ↓ 50 min

  – zielony: rozdroże do Parzychwostu – Praszywe – Dolina Głęboka – Pośrednia Salatyńska Przełęcz. Czas przejścia: 2:30 h, ↓ 2:10 h